# Woolsthorpe Manor
Woolsthorpe Manor din Woolsthorpe-by-Colsterworth, lângă Grantham, Lincolnshire, Anglia, este locul natal și casa familiei lui Isaac Newton. S-a născut acolo la 4 ianuarie 1643. În acel moment locul era ferma unui yeoman⁠(d) a cărui ocupație principală era creșterea oilor.
Este un monument protejat⁠(d) de gradul I.

## Istoric
Isaac s-a întors aici în 1666, când Universitatea Cambridge s-a închis din cauza epidemiei de ciumă din Londra, iar aici a efectuat multe dintre cele mai faimoase experimente ale sale, în special de optică, asupra luminii. Se spune că acesta este locul unde Newton, observând căderea unui măr dintr-un copac, a fost inspirat să formuleze legea atracției universale.
În 2003 au fost deschise pentru public câteva zone ale casei, cum ar fi vehile treptele din spate care duceau cândva la depozitul de fân și la cel de cereale, adesea văzute în desenele de epocă și actual reconstruite, precum și grădina de legume din spatele casei, cu vechile ziduri în curs de restaurare.
Una dintre fostele clădiri din curtea fermei a fost amenajată ca vizitatorii să poată vedea practic aspecte ale principiilor fizicii studiate de Newton în casă.

## Mărul lui Newton

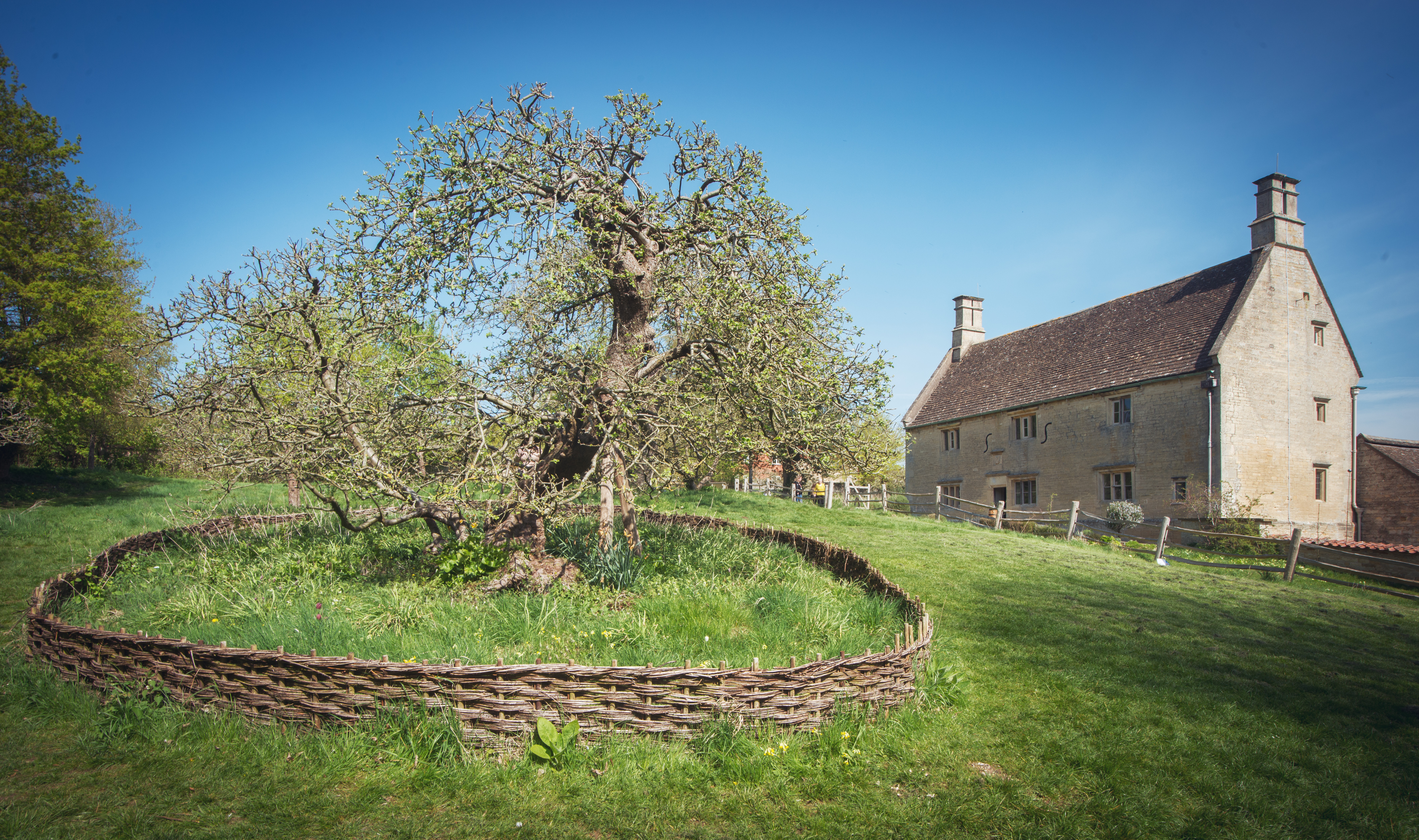
Woolsthorpe Manor cu mărul lui Newton în prim-plan

Isaac Newton i-a povestit contemporanului său, William Stukeley, cum un măr din livadă l-a inspirat să lucreze la legea atracției universale. Stukeley a relatat că:
„... after dinner, the weather being warm, we went into the garden, & drank thea (tea) under the shade of some appletrees, only he, & myself. Amidst other discourse, he told me, he was just in the same situation, as when formerly, the notion of gravitation came into his mind. «Why sh[oul]d that apple always descend perpendicularly to the ground,» thought he to himself; occasion'd by the fall of an apple, as he sat in a contemplative mood: «why should it not go sideways, or upwards? but constantly to the earths centre? assuredly, the reason is, that the earth draws it...»”
În limba română:
„... după cină, vremea fiind caldă, am mers în grădină și am băut ceai la umbra unor meri, doar el și cu mine. În mijlocul altor discuții, mi-a spus că el se simte la fel, ca atunci, înainte, când i-a venit în minte noțiunea de gravitație. «De ce ar trebui acel măr să coboare mereu perpendicular pe pământ,» și-a zis el, favorizat de căderea unui măr, în timp ce stătea într-o dispoziție contemplativă: «de ce nu ar trebui să meargă în lateral, sau în sus? ci mereu spre centrul pământului? desigur, motivul este că pământul îl atrage...»”
Dendrocronologia confirmă că unul dintre copacii din livadă are peste 400 de ani și a crescut din rădăcinile care au supraviețuit ale unui copac care a s-a prăbușit în 1820. Este îngrijit de grădinari și înconjurat cu un gard. Este protejat de National Trust for Places of Historic Interest or Natural Beauty⁠(d).

## În cultura populară
- Apare în episoadele al treilea și al zecelea din documentarul TV Cosmos: Odisee în timp și spațiu, în timp ce se discută despre mișcarea planetelor și despre lucrările lui Newton despre această problemă.
- Apare și în documentarul BBC, Isaac Newton: The Dark Heretic.